# Asintoto

Curva asintotica rispetto all'asse delle ordinate e alla retta y=x

Una retta è detta asintoto (dal greco ἀσύμπτωτος, composto dal prefisso privativo +
συμπίπτω, lett. "che non tocca") del grafico di una funzione quando la distanza di un punto qualsiasi della funzione da tale retta tende a 0 al tendere all'infinito dell'ascissa o dell'ordinata del punto.
Il termine asintoto è utilizzato in matematica per designare una retta, o più generalmente una curva, alla quale si avvicina indefinitamente una funzione data. Con il termine asintoto, senza ulteriori specificazioni, si intende, genericamente, una retta, a meno che dal contesto non emerga un altro significato, quando si vuole essere più specifici si parla di retta asintotica o, più in generale, di curva asintotica.

## Definizione
In matematica espressioni come "avvicinarsi indefinitamente" (o l'equivalente "tendere a") non sono definite rigorosamente, se non utilizzando in modo esplicito il concetto di limite. Volendo adottare un linguaggio più conforme a quello che si impiega nello studio dei limiti, si può dire che "la curva {\displaystyle A} è un asintoto della curva {\displaystyle C}" se, comunque si fissi una distanza minima, esiste un tratto contiguo, non limitato, della curva {\displaystyle C} che dista dall'asintoto {\displaystyle A} meno della distanza minima fissata.
In generale, la curva {\displaystyle C} può intersecare anche più volte il suo asintoto {\displaystyle A}. Tuttavia storicamente e in modo intuitivo, l'asintoto era considerato una curva {\displaystyle A} alla quale la nostra curva {\displaystyle C} si avvicina senza mai raggiungerla. Questo rende ragione della etimologia del termine, che deriva dal greco ἀσύμπτωτος a-sým-ptōtos, dove a- ha un valore privativo, mentre sým-ptōtos è composto da syn-, "con", e ptōtós, un aggettivo che connota ciò che "cade". Dunque sým-ptōtos descrive ciò che "cade assieme", ovvero ciò che "interseca", e a-sým-ptōtos etimologicamente descrive ciò che "non interseca", nel senso che si diceva poco fa. Volendo si può fare ricorso a un linguaggio figurato e dire che c'è una "intersezione all'infinito" fra {\displaystyle A} e {\displaystyle C}. È questa particolare "intersezione all'infinito" che rende {\displaystyle A} "asintoto" di {\displaystyle C}.

## Rette asintotiche

### Asintoto verticale
La retta di equazione {\displaystyle x=a} è un asintoto verticale per il grafico della funzione {\displaystyle y=f(x)}, se vale almeno una delle seguenti relazioni:
1. {\displaystyle \lim _{x\to a^{-}}f(x)=\pm \infty ;}
2. {\displaystyle \lim _{x\to a^{+}}f(x)=\pm \infty .}

La retta di equazione {\displaystyle x=a} è un asintoto verticale ascendente o discendente da sinistra (o da destra) a seconda che {\displaystyle f(x)} tenda a più infinito o a meno infinito da sinistra (o da destra).
Per esempio la funzione tangente ha un numero infinito di asintoti verticali in corrispondenza dei valori {\displaystyle {\frac {\pi }{2}}+k\pi } con {\displaystyle k\in \mathbb {Z} }, cioè le rette {\displaystyle x={\frac {\pi }{2}}+k\pi } sono asintoti verticali.
Un altro esempio è il logaritmo naturale il quale ha come asintoto verticale la retta {\displaystyle x=0}.

### Asintoto orizzontale
La retta di equazione {\displaystyle y=c} è un asintoto orizzontale per la curva di equazione {\displaystyle y=f(x)}, se:
{\displaystyle \lim _{x\to \pm \infty }f(x)=c.}
In generale, si ha un asintoto orizzontale quando la funzione è scrivibile nella forma: {\displaystyle y=c+h(x),} dove {\displaystyle h(x)} è una funzione infinitesima nell'intorno di infinito (tende a zero per {\displaystyle x} tendente a infinito) e {\displaystyle c} è un valore finito.

### Asintoto obliquo
A volte può esistere un asintoto obliquo, ossia la funzione tende asintoticamente a una retta di equazione {\displaystyle y=mx+q.}
Questo accade quando si ha
{\displaystyle \lim _{x\to +\infty }\left[f(x)-(mx+q)\right]=0}
e una condizione analoga si ha per i limiti a {\displaystyle -\infty }.
Esiste un teorema che afferma che la condizione necessaria e sufficiente affinché {\displaystyle y=mx+q} sia asintoto obliquo del grafico di {\displaystyle f(x)} per {\displaystyle x_{0}\to +\infty } è che esista finito il limite
{\displaystyle \lim _{x\to +\infty }{\frac {f(x)}{x}}}
e che sia
{\displaystyle \lim _{x\to +\infty }{\frac {f(x)}{x}}=m}
e che esista finito anche il limite
{\displaystyle \lim _{x\to +\infty }\left[f(x)-mx\right]}
e che sia
{\displaystyle \lim _{x\to +\infty }\left[f(x)-mx\right]=q.}
L'enunciato per {\displaystyle x_{0}\to -\infty } è identico.
Come esempio notevole consideriamo la funzione
{\displaystyle f(x)={\sqrt {1+x^{2}}}}
il cui grafico è contenuto in una iperbole. Si può facilmente verificare che le rette {\displaystyle y=\pm x} sono asintoti rispettivamente a {\displaystyle \pm \infty }.

### Punto di vista proiettivo
Le tre situazioni precedenti ne formano solo una in geometria proiettiva, con un asintoto visto come tangente all'infinito.

## Altri asintoti

### Punto asintotico
Un esempio è la spirale.

### Curva asintotica
Una curva di equazione
{\displaystyle y={\frac {ax^{3}+bx^{2}+cx+d}{x}}}

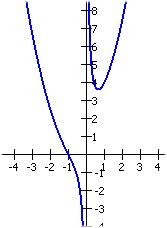
Tridente di Newton

ammette una parabola asintoto di equazione {\displaystyle y=ax^{2}+bx+c} e un'iperbole asintoto di equazione {\displaystyle y={\frac {d}{x}}}. La figura costituisce un tridente di Newton.